# Єне Вінер
Єне Вінер (угор. Wiener Jenő, нар. 3 березня 1899 — пом. 1968) — угорський футболіст, що грав на позиції лівого крайнього нападника. Виступав за клуб «Ференцварош», а також національну збірну Угорщини.

## Клубна кар'єра
Розпочинав у молодіжній команді «Ференцвароша», але до першої команди не потрапив через війну. Опинився в Австрії, де грав у провінційній команді «Сант-Пелтен».
До складу «Ференцвароша» повернувся у 1920 році, виступаючи на позиції лівого крайнього нападника. Грав у команді до 1923 року. З командою здобув срібні нагороди національного чемпіонату у 1922 році. Того ж року команда виграла кубок Угорщини, але Єне жодного матчу у тому розіграші не зіграв.
Через травми футболіст був змушений піти з «Ференцвароша» і фактично завершити кар'єру у 24 роки. За чотири сезони він зіграв 74 матчі і забив 13 голів у складі клубу з Будапешта.
Пізніше трохи грав у своє задоволення у команді «Мункаш ТЄ», що виступала у третій лізі Будапешту.

## Виступи за збірну
Свій єдиний матч у складі національної збірної Угорщини зіграв у грудні 1921 року проти Польщі.

## Титули і досягнення
- Срібний призер Чемпіонату Угорщини: 1921–22
- Бронзовий призер Чемпіонату Угорщини: 1919–20, 1920–21, 1922–23